# The Classical Language of Architecture
The Classical Language of Architecture é uma compilação de 1965 de seis palestras de rádio da BBC dadas em 1963 por Sir John Summerson. É uma discussão de cerca de 60 páginas sobre as origens da arquitetura clássica e seu movimento através dos períodos da Antiguidade, Renascimento, Maneirista, Barroco, Neoclássico e Georgiano. Uma discussão das regras e elementos em termos clássicos das Ordens, harmonia arquitetônica de design, estão incluídos. Em 2017 mantém-se em circulação em vários países, em edições ilustradas de cerca de 144 páginas, com 119 ilustrações, além de pequenos diagramas. Para as transmissões de rádio originais, a BBC publicou um livreto com 60 fotografias dos edifícios discutidos (ou plantas etc.), que foram ampliadas nas edições do livro.